# Ewa Brojer
Ewa Brojer (ur. 19 grudnia 1949 r. w Łodzi) – polska biolog medyczny i molekularny, polska immunohematolog, transfuzjolog, epidemiolog, profesor dr hab. Była Przewodniczącą Sekcji Transfuzjologicznej Polskiego Towarzystwa Hematologów i Transfuzjologów (PTHiT), Sekretarzem Generalnym, a także Wiceprezeską Zarządu Głównego PTHiT. Działała w opozycji demokratycznej lat 80.

## Życiorys

### Wykształcenie
Urodziła się 19 grudnia 1949 r. w Łodzi, w  rodzinie Jadwigi i Stanisława Arczyńskiego, powstańca warszawskiego, ps. "Adam", po II wojnie światowej profesora na Wydziale Pojazdów na Politechnice Warszawskiej. Studia wyższe na Wydziale Biologii Uniwersytetu Warszawskiego ukończyła w 1973, uzyskując tytuł magistra biologii. W 1979 obroniła doktorat na Wydziale Lekarskim Akademii Medycznej w Warszawie. Stopień doktora habilitowanego w dziedzinie nauk medycznych, dyscyplinie biologia medyczna w specjalności hematologia uzyskała 30 marca 1998, na I Wydziale Lekarskim z Oddziałem Stomatologicznym AM w Warszawie, na podstawie rozprawy habilitacyjnej pt. Przeciwciała przeciw glikoproteinom IIb IIIa ludzkich płytek krwi: klonowanie i ekspresja w komórkach bakteryjnych. W 1987 odbyła stypendium naukowe w Blood Group Reference Laboratory w Oxfordzie, a w latach 1989-91 – Senior Bradley Scholar w Laboratorium Biochemii Płytek Krwi w Blood Center of Southeastern Wisconsin w Milwaukee, USA. Tytuł profesora w dziedzinie nauki medyczne otrzymała 30 czerwca 2003.

### Praca zawodowa
W 1973 r. podjęła pracę zawodową w Instytucie Hematologii (później Instytut Hematologii i Transfuzjologii, IHiT). W 2003 uzyskała prawo wykonywania zawodu diagnosty laboratoryjnego. W IHiT przeszła wszystkie stanowiska od asystenta do kierownika zakładu naukowego i tak, w latach 1974-78 była asystentem w Pracowni Hodowli Tkanek, 1978-91 – adiunkt w Pracowni Immunologii Leukocytów i Krwinek Płytkowych Zakładu Serologii, 1991-2006 – kierownik Pracowni Biologii Molekularnej Zakładu Immunologii Hematologicznej i Transfuzjologicznej. W 2006-2019 – kierownik tegoż Zakładu. Obecnie na emeryturze.

### Osiągnięcia naukowe
Autorka i współautorka ponad 250 publikacji krajowych i zagranicznych oraz 33 rozdziałów w podręcznikach naukowych, spośród których w 3 była redaktorem. Kierowała lub była głównym wykonawcą 12 projektów naukowych finansowanych przez Komitet Badań Naukowych/Ministerstwo Nauki i Szkolnictwa Wyższego oraz fundusze norweskie i europejskie:  
- Wykrywanie i badanie sekwencji RNA wirusa zapalenia wątroby typu C, KBN nr 6 6354 92 03 – jeden z dwóch głównych wykonawców.
- Prenatalna diagnostyka w ciąży zagrożonej obrzękiem płodu w następstwie konfliktu serologicznego oraz infekcji ludzkim parvowirusem B19 – KBN nr 4 PO5E 057 08 – wykonawca badań.
- Ocena zagrożeń wirusem HCV na podstawie badania materiału genetycznego, KBN nr 4 PO5A 13414 – kierownik grantu
- Wirus TT u polskich dawców krwi - częstość wykrywania i charakterystyka molekularna, KBN nr 4P05D 018 17 – kierownik grantu.
- Prenatalna nieinwazyjna diagnostyka konfliktu matczyno-płodowego w zakresie krwinek czerwonych i płytkowych, KBN Nr 6 P05 E 12821 – główny wykonawca.
- Alloimmunizacja matczyno-płodowa antygenami innymi niż RhD oraz wynikająca z niej choroba hemolityczna płodów i noworodków, Nr 2PO5E 021 29 – główny wykonawca.
- HCV, HBV i HIV u chorych na hemofilię w Polsce: występowanie, wpływ na czynność wątroby i ryzyko przeniesienia w rodzinie, Nr 2 P05D 053 28
- Opracowanie i wdrożenie standardów diagnostyki molekularnej w hematologii: choroba resztkowa, chimeryzm poprzeszczepowy, translokacje markerowe, Grant Zamawiany PBZ-KBN-120/P05/2004 – wykonawca badań metodą real-time PCR
- Ocena chimeryzmu hematopoetycznego we frakcjach leukocytów krwi obwodowej u biorców allogenicznych komórek krwiotwórczych metodą real-time PCR, NN 402-28-52-36 – główny wykonawca.
- Charakterystyka molekularna i serologiczna wariantów antygenu RhD w Polsce. Potencjalne oszczędności w gospodarce krwią i immunoglobuliną anty-D do immunoprofilaktyki, NN 404-18-89-36 –kierownik grantu.
- Grant europejski „Podniesienie bezpieczeństwa w krwiodawstwie i transplantologii poprzez utworzenie sieci ośrodków dla monitorowania pojawiających się czynników patogennych dla opracowania nowych metod ich wykrywania badań przeglądowych BOTIA (Blood and Organ Transmissible Infectious Agents)”
- Grant Polsko Norweska współpraca Badawcza. Prevention of faetal/neonatal alloimmune thrombocyttopenia (FNAIT) in Polish newborns. PREVFNAIT, Core 2012.

W trakcie działalności przyczyniła się do rozwoju i unowocześnienia polskiej transfuzjologii. Między innymi była inicjatorką wdrożenia nieinwazyjnej metody wykrywania i oceny nasilenia czerwonokrwinkowego i płytkowego, serologicznego konfliktu matczyno-płodowego. Zainicjowała wdrożenie molekularnych metod diagnostyki wirusologicznej krwiodawców, a także molekularnych metod oznaczania grup krwi układu AB0 i Rh. Wdrożyła molekularne metody genotypowania HLA w doborach dawców szpiku w Polsce. Utworzyła rejestr polskich krwiodawców z oznaczonymi antygenami krwinek płytkowych. Przedstawiła dziesiątki wykładów i prezentacji naukowych oraz edukacyjnych podczas krajowych i międzynarodowych kongresów i konferencji naukowych. W zakresie organizacji służby krwi doprowadziła do zmiany struktury Instytutu Hematologii i Transfuzjologii poprzez wydzielenie w 2008 roku z Zakładu Immunologii Hematologicznej i Transfuzjologicznej kilku specjalistycznych samodzielnych jednostek takich, jak Zakład Wirusologii, Zakład Immunogenetyki czy Ośrodek Dawców Szpiku. Była organizatorką wielu konferencji naukowych i kursów edukacyjnych dla lekarzy i diagnostów w zakresie transfuzjologii, immunohematologii, badania i zapobiegania przenoszeniu chorób wirusowych drogą krwi. Jej prace naukowe były cytowane ponad 1400 razy przez innych badaczy i stanowiły podstawę przygotowania 8 wniosków patentowych. Była promotorką dwóch doktoratów. Jest członkiem Rady Naukowej Czasopisma Journal of Transfusion Medicine. 

### Tematy działalności naukowej
- Badanie mechanizmów niszczenia krwinek czerwonych w krążeniu pacjenta przez przeciwciała – opracowanie metody immunoadherencji i erytrofagocytozy dla oceny istotności klinicznej przeciwciał skierowanych do krwinek czerwonych[11][12].
- Badania nad przeciwciałami skierowanymi do krwinek płytkowych z zastosowaniem technik biologii molekularnej[13].
- Zastosowanie metod biologii molekularnej w diagnostyce zakażeń wirusowych oraz wprowadzenie tych metod do badań przeglądowych u krwiodawców[14][15][16].
- Analiza polimorfizmów wirusów przenoszonych przez krew[17].
- Zastosowanie metod biologii molekularnej do badań HLA i wprowadzenie ich do badań biorców i dawców do przeszczepów komórek krwiotwórczych w Polsce[18].
- Badania nad genotypowaniem płytek, granulocytów i antygenów krwinek czerwonych  - włączenie metod molekularnych do diagnostyki alloimmunologicznych małopłytkowości i granulocytopenii[19].
- Utworzenie rejestru dawców krwi o oznaczonych antygenach krwinek płytkowych[20].
- Wdrożenie pionierskiej, nieinwazyjnej diagnostyki matczyno-płodowych konfliktów czerwonokrwinkowych w układzie Rh, w tym RhD, Rhc, RhE, poprzez wykrywanie genów RHD i RHCE płodu w osoczach kobiet ciężarnych[21].
- Wdrożenie pionierskiej, nieinwazyjnej diagnostyki matczyno-płodowego konfliktu na poziomie płytek krwi w układzie HPA-1[22][7].

### Działalność w gremiach naukowych
- Polskie Towarzystwo Hematologów i Transfuzjologów (PTHiT)[7]
  - członek od 1980
  - Sekretarz Generalny PTHiT – 2000- 2004
  - Przewodnicząca Sekcji Transfuzjologicznej PTHiT - 2008-2016
  - Wiceprzewodnicząca Zarządu Głównego PTHiT - 2008-2016
- Polskie Towarzystwo Immunologii Doświadczalnej i Klinicznej
  - Członek w latach 70. i 80.
- Międzynarodowe Towarzystwo Przetaczania Krwi (International Society of Blood Transfusion, ISBT)
  - Członek od 1998
  - Członek Grupy Roboczej ISBT ds. czynników zakaźnych przenoszonych przez krew - od 2005
- Rada Naukowa IHiT
  - Wiceprzewodnicząca – 2016-2019
- Komisja Hematologii Doświadczalnej PAN
  - Członek w latach 1993- 99
- Kolegium Medycyny Laboratoryjnej
  - Członek od 2000

## Działalność opozycyjna w PRL
W 70. i 80. udzielała się w opozycji demokratycznej. Była aktywną działaczką NSZZ „Solidarność”. Po 13 grudnia 1981 r. uczestniczyła w spotkaniach, których celem było powołanie utajnionych struktur Związku „Solidarność”, a także zorganizowanie akcji propagandowej w postaci druku i kolportażu ulotek oraz biuletynów. Prowadziła konspiracyjną działalność w ramach reaktywowanego Społecznego Biura Informacyjnego Regionu Mazowsze polegającą na organizowaniu i wydawaniu nielegalnych pism „Głos Mazowsza”, „Monitor Mazowsza” i „Serwis Informacyjny Mazowsza”. W związku z prowadzoną działalnością została "zatrzymana" 31 grudnia 1981 przez Służbę bezpieczeństwa PRL, a od 2 stycznia 1982 r. internowana i osadzona w Ośrodku Odosobnienia Warszawa-Grochów. Od 15 stycznia 1982 r. przebywała w Ośrodku Internowania dla Kobiet w Gołdapi, gdzie była dręczona między innymi zakazem korespondencji, odwiedzin, kłamliwymi prowokacjami i doznała istotnego uszczerbku na zdrowiu. Zwolniona z internowania 21 lipca 1982. Po zwolnieniu „objęta kontrolą operacyjną”, inwigilowana i rozpracowywana do 16.12.1986 przez Wydz. IX Dep. III MSW i inne jednostki organów bezpieczeństwa PRL, gdzie prowadzono kwestionariusz ewidencyjny pod krypt. „Ewa”. 

## Nagrody i odznaczenia
- Zespołowa Nagroda Ministra Zdrowia. Za cykl publikacji dotyczących leczenia chorych z przewlekłą białaczką szpikową oraz zastosowania transplantacji szpiku w leczeniu chorób rozrostowych układu krwiotwórczego - 2006[7]
- Medal PTHiT za wybitne osiągnięcia w transfuzjologii klinicznej – 2009[24]
- Srebrny Krzyż Zasługi – 2011[25]
- Krzyż Kawalerski Orderu Odrodzenia Polski za zasługi w działalności na rzecz niepodległości i suwerenności Polski oraz respektowania praw człowieka w Polskiej Rzeczypospolitej Ludowej - 2012[26]
- Krzyż Wolności i Solidarności – 2020[27]